# Zakaria El Wardi
Pour les articles homonymes, voir Wardi.
Zakaria El Wardi (en arabe : زكرياء الوردي), né le 17 août 1998, est un footballeur international marocain, qui joue au poste de milieu de terrain au Raja Club Athletic.

## Biographie

### En club

#### Jeunesse et débuts
Né le 17 août 1998, Zakaria El Wardi intègre très jeune le centre de formation du Moghreb Athlétic de Tétouan, où il ne trouve pas beaucoup de difficultés pour s'imposer dans les différentes catégories d'âge du club. Il est appelé en équipe du Maroc des moins de 20 ans dans laquelle il effectue de bonnes prestations en 2016 et se voit convoqué en même temps en équipe A du MAT malgré son très jeune âge.

#### Succès au Raja CA (2019-2022)
En 2018-2019, il réalise une phase aller du championnat de grande classe, et plusieurs grands clubs, dont le Raja CA et le Wydad AC, sont intéressés par le profil de Zakaria. C'est finalement les verts qui le recrutent sur un contrat de 3 ans et demi, il déclare ' J'ai reçu plusieurs offres d'autres clubs, mais j'ai choisi le Raja parce que j'aime ce club et je rêve d'y jouer depuis mon enfance'.
Zakaria s'offre le premier titre de sa carrière le 29 mars 2019, au Stade Jassim-bin-Hamad à Doha pour le compte de la Supercoupe d'Afrique, il est titulaire dans la formation de Patrice Carteron, qui bat l'Espérance sportive de Tunis sur le score de 2-1.
Le 21 février 2020, le Raja se déplace à Oued Zem pour s'opposer à Raja de Beni Mellal au titre de la 16ejournée du championnat. En seconde mi-temps, il inscrit le premier but de sa carrière professionnelle sur un penalty provoqué par Mohamed Zrida (victoire 1-2).
Le 11 octobre, les Verts, alors leaders du championnat, reçoivent les FAR de Rabat lors de l'ultime journée, et ont besoin de gagner pour remporter le titre. Les militaires prennent l'avantage à la première mi-temps, avant que Abdelilah Hafidi ne renverse la vapeur en inscrivant un doublé, dont un but à la 90e minute, pour sacrer le Raja comme champion du Maroc.  
Le 6 mars 2021, il reçoit le prix 'Aigle du mois' pour le meilleur joueur du club durant le mois de février.
Le 5 mai, il est éliminé en quarts de finale de la Coupe du Maroc après une défaite contre les FAR de Rabat dans les séances de penaltys (match nul, 1-1 ; penaltys : défaite, 5-3).
Le 10 juillet 2021, le Raja CA s'impose en finale de la Coupe de la confédération face aux algériens de la JS Kabylie et d'adjuge son troisième titre de la compétition (victoire, 2-1).
Le 5 mars, des tests médicaux montrent que Zakaria El Wardi devra être opéré du ménisque ce qui l'éloignera des terrains durant au mois six semaines. Auteur de bonnes performances, il avait reçu une pré-convocation du sélectionneur Vahid Halilhodzic, pour la double confrontation avec la RD Congo au tour barrages de la Coupe du Monde 2022, les 25 et 29 mars, à Kinshasa puis Casablanca.
En juillet 2022, alors qu'il arrive au terme de son contrat, il est annoncé qu'il a refusé de disputer les derniers rencontres de la saison. Il quitte alors le club en mauvais termes avec les supporters et avec le président Aziz El Badraoui.

#### Passage raté au Zamalek SC (2022)
Le 23 août, après l'échec d'un transfert imminent vers le Le Havre AC, il rejoint le Zamalek SC en paraphant un contrat de trois saisons,. 
Le 8 décembre, le club annonce la résiliation de son contrat par consentement mutuel après avoir passé moins de 4 mois au Caire. Des sources proches du joueur affirment qu'il souffrirait d'une dépression.

#### Retour au Raja CA (depuis 2023)
Le 16 janvier 2023, le Raja CA annonce le retour au bercail de Zakaria El Wardi après que Aziz El Badraoui l'avait lui-même communiqué quelques jours plus tôt.

### En sélection
Le 30 juillet 2017, il remporte la médaille d'or des Jeux de la Francophonie 2017 avec le Maroc U20 en battant en finale le pays organisateur la Côte d’ivoire (1-1, 7-6 aux tirs au but), et marque le deuxième penalty.
Le 18 août 2019, il est présélectionné par l'adjoint Patrice Beaumelle avec le Maroc olympique pour une double confrontation contre l'équipe du Mali olympique comptant pour les qualifications à la Coupe d'Afrique des moins de 23 ans.
En mars 2022, il reçoit une pré-convocation du sélectionneur national Vahid Halilhodzic pour la double confrontation avec la RD Congo au titre des barrages pour la Coupe du Monde 2022, les 25 et 29 mars, à Kinshasa puis Casablanca. Cependant, il est victime d'une blessure au ménisque qui l'éloigne des terrains et le prive de rejoindre les Lions de l'Atlas.

## Palmarès
Raja Club Athletic (4)
- Championnat du Maroc
  - Champion en 2019-20.
  - Vice-champion en 2018-19, 2020-21 et 2021-22.
- Supercoupe d'Afrique
  - Vainqueur en 2019.
  - Finaliste en 2021.
- Coupe de la confédération
  - Vainqueur en 2021.
- Coupe arabe des clubs champions
  - Vainqueur en 2020.
- Coupe du trône
  - Finaliste en 2022.

## Distinctions personnelles
- Prix 'Aigle du mois' pour le meilleur joueur du Raja CA pour le mois de février 2021.